# Phyllanthus retroflexus
Phyllanthus retroflexus är en emblikaväxtart som beskrevs av Alexander Curt Brade. Phyllanthus retroflexus ingår i släktet Phyllanthus och familjen emblikaväxter. Inga underarter finns listade i Catalogue of Life.